# Ефрусі Борис Йосипович
Борис Йосипович Ефрусі (при народженні Бенціон Йоселевич Єфрусі ; 1865, Кишинів, Бессарабська губернія, Російська імперія — 1897, Сан-Ремо, Італія) — російський економіст і журналіст.

## Життєпис
Народився 13 січня 1865 року в Кишиневі в сім'ї великого банкіра та зерноторгівця Йосипа Ісааковича Ефрусі (в інших документах Арн-Йосеф Іцикович Єфрусі) та його дружини Рівки (Ревекки) Абрамівни Бланк. Випускник юридичного факультету Московського університету (1889). У 1891 році одружився зі своєю кузиною (і донькою компаньйона батька) Хове Мордховне (Еве Мордковне) Бланк (історик, сестрі хіміка Рувима Бланка) і виїхав за кордон, де протягом трьох років стажувався в галузі політичної економії в семінарії А. Вагнера в Берліні, потім у Парижі. У 1895 році витримав магістерський іспит у Москві і присвятив себе літературній діяльності. З 1896 жив у Санкт-Петербурзі. Останні місяці життя страждав на швидкоплинні сухоти горла .
Був постійним співробітником журналу «Русское богатство». Вів розділ «Зі світу наук» у журналі «Мир Божий». Публікував статті та рецензії на економічні та філософські теми.
Автор посмертно виданої книги «Нариси з політичної економії» (Видання редакції «Русское богатство», СПб: Друкарня Н. Н. Клобукова, 1906), перекладач праці Шарля де Сісмонді «Нові засади політичної економії» (Бібліотека економістів, випуск 8, Видання К. Т. Солдатенкова, Москва: Друкарня А. І. Мамонтова, 1897).
Піддався критиці Володимиром Леніним у роботах «Сісмонді та наші вітчизняні сисмондисти» та "До характеристики економічного романтизму " (1897).
Помер 30 січня 1897 року. Похований у Сан-Ремо на цвинтарі Фоче.

## Публікації
- Очерки по политической экономии. — СПб.: Редакция журнала «Русское богатство», 1905. — 275 с.; 2-е издание — там же, 1906. — 275 с.

## Родина
- Сестри — психолог Поліна Йосипівна Ефруссі, педіатр Зінаїда Йосипівна Мічник та Софія Йосипівна Лазаркевич (1874—1957).
- Племінник (син брата, лікаря-фізіотерапевта, завідувача Цандерівського механолікувального інституту в Одесі Ісаака Йосиповича Ефрусі, 1859—?) — Яків Ісаакович Ефруссі (Ефрусі ; 1900—1996), інженер-винахідник у ГУЛАГу «Хто на „Е“?» (Москва, 1996)[7]. Інший племінник (син брата, московського хіміка та промисловця Самуїла Йосиповича Ефруссі, 1872-?) — французький генетик і молекулярний біолог Борис Самойлович Ефруссі[8] .
- Двоюрідний брат (з боку матері) — письменник і журналіст Юлій (Йоел) Аронович Клігман, який за радянських часів публікувався під псевдонімом «Юрій Калугін».
- Племінниці (доньки сестри Бейли (Бетті) Йосипівни Закс, 1867—1931) — Ганна Борисівна Закс, історик-музеєзнавець, і Сарра Борисівна Закс (1898—1981), філолог і педагог-методист.